# 纪伊中之岛站
纪伊中之岛站（日语：／ Kii-Nakanoshima eki */?）是位於和歌山县和歌山市，屬於西日本旅客铁道（JR西日本）阪和线的鐵路車站。

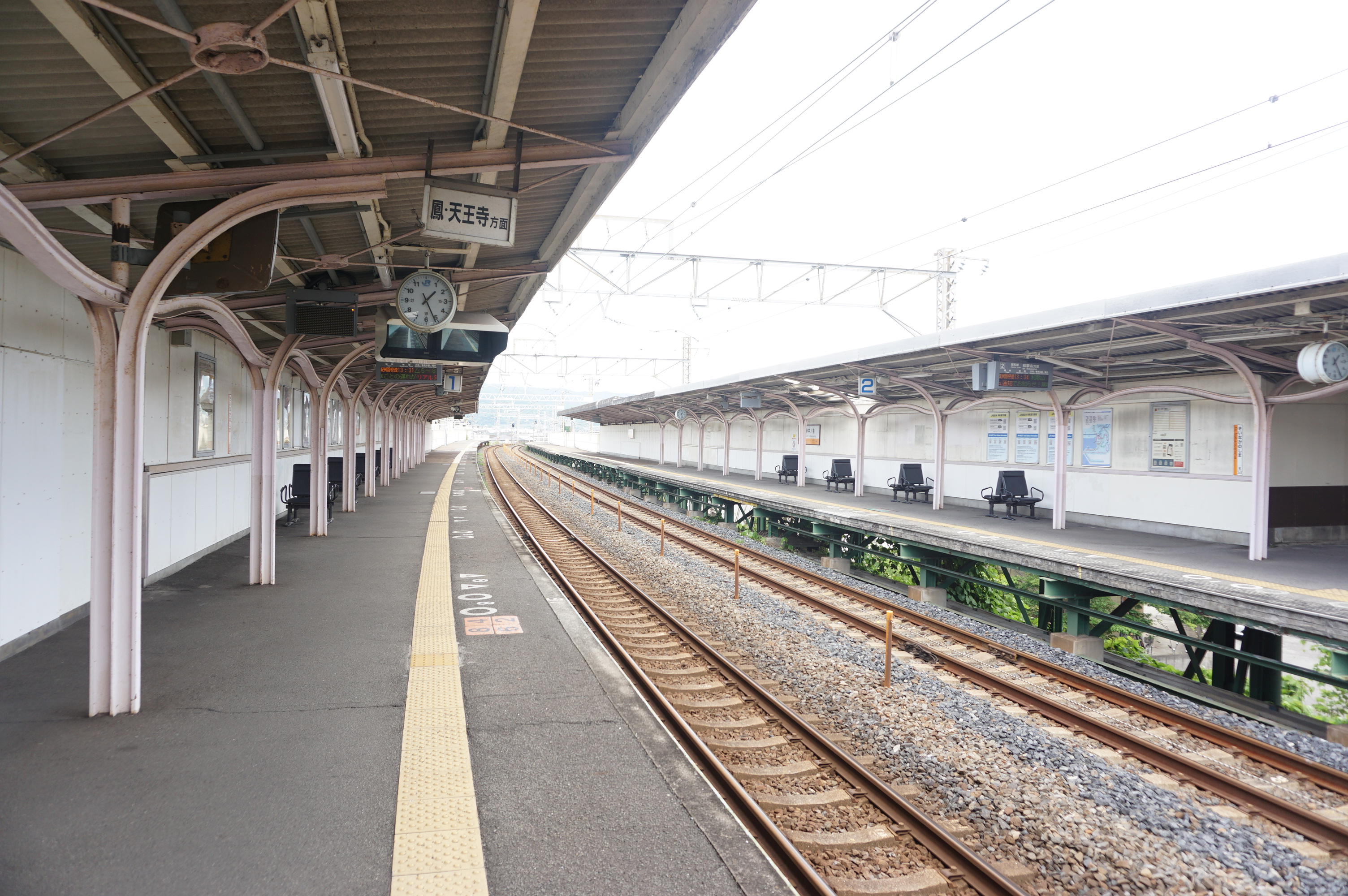
月台(2021年5月)

## 历史
- 1932年

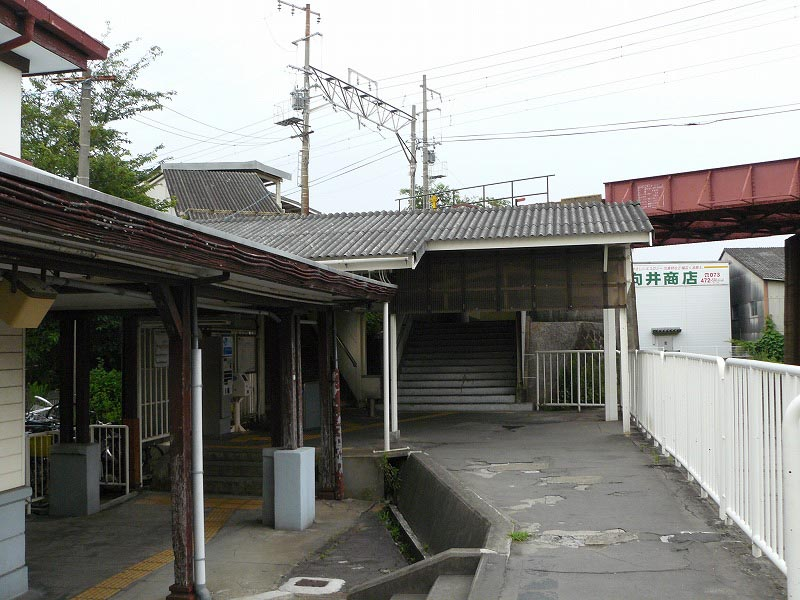
舊站房(2007年6月)

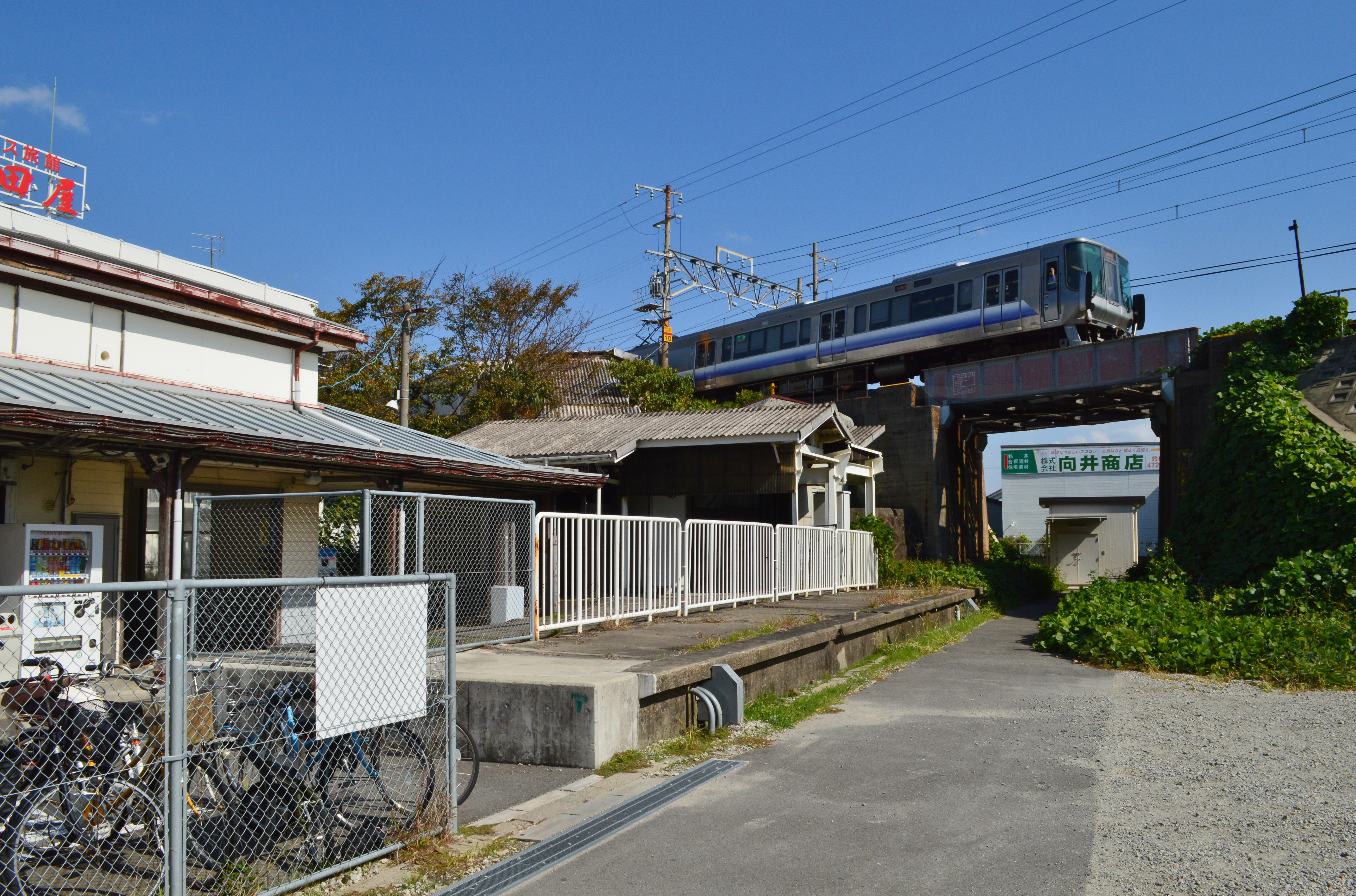
舊月台遺跡(2018年10月)

  - 1月1日 - 作为阪和电气铁道中之岛站投入运营。
  - 1月15日 - 改名为阪和中之岛站。
- 1935年4月1日 - 铁道省和歌山线纪伊中之岛站开业。
- 1936年
  - 6月10日 - 铁道省与阪和电气铁道共同使用本站。
  - 9月25日 - 阪和电气铁道车站改名为纪伊中之岛站。
- 1940年12月1日 - 阪和电气铁道被南海电气铁道合并，成为南海山手线车站[2]。
- 1944年5月1日 - 国有化。
- 1974年10月1日 - 和歌山线田井之瀬站至紀伊中ノ島站至紀和区间废弃。本站只属于阪和线。
- 1985年3月14日 - 车站无人化[3]。
- 1987年4月1日 - 国铁分割民营化后成为JR西日本车站。
- 2003年11月1日 - 支持使用ICOCA[4]。
- 2009年 - JR纪伊中之岛站建筑被推荐为工业遗产。
- 2017年5月27日 - 开始使用自动闸机。
- 2018年3月17日 - 开始使用车站编号[5]。

## 车站结构
本站為侧式站台2台2线地上车站。站内设有JR西日本公司的培训设施。此站是由和歌山站管理的无人站，可使用ICOCA。

### 站台
| 站台 | 路线   | 方向 | 目的地                   |
| ---- | ------ | ---- | ------------------------ |
| 1    | 阪和線 | 上行 | 日根野、天王寺、大阪方向 |
| 2    | 阪和線 | 下行 | 和歌山方向               |

## 使用情况
根据和歌山县統計年鉴，2017年1日平均乘车人数407。
| 年度   | 1日平均 乘车人数 |
| ------ | ---------------- |
| 1998年 | 312              |
| 1999年 | 324              |
| 2000年 | 296              |
| 2001年 | 301              |
| 2002年 | 276              |
| 2003年 | 272              |
| 2004年 | 285              |
| 2005年 | 277              |
| 2006年 | 273              |
| 2007年 | 278              |
| 2008年 | 274              |
| 2009年 | 261              |
| 2010年 | 295              |
| 2011年 | 344              |
| 2012年 | 354              |
| 2013年 | 378              |
| 2014年 | 389              |
| 2015年 | 403              |
| 2016年 | 398              |
| 2017年 | 407              |

## 相邻车站
西日本旅客铁道
 阪和線
■快速、■直通快速
通过
■纪州路快速（早高峰部分列车通过）、■区間快速（仅下行）、■普通
六十谷（JR-R52）－纪伊中之岛（JR-R53）－和歌山（JR-R54）

## 外部連結
- 紀伊中之島｜車站資訊：JR出門網 - 西日本旅客鐵道